# 피쿠섬의 포도밭 문화 경관
피쿠섬의 포도밭 문화 경관(포르투갈어: Paisagem da Cultura da Vinha da Ilha do Pico)은 포르투갈의 아소르스 자치 지방 피쿠섬에 위치한 유네스코 세계유산이다.
이 포도밭은 담장(포르투갈어: paredes 또는 murinhos)으로 보호된 작은 부분(포르투갈어: currais)으로 나뉘어 있다. 이러한 담장은 풍화작용을 거치고 쪼개진 현무암 덩어리를 회반죽 없이 쌓아올려 만들어졌다. 이렇게 이루어진 포도 재배 역사는 15세기까지 거슬러 올라간다.